# Luoma Hu
Luoma Hu är en sjö i Kina. Den ligger i provinsen Jiangsu, i den östra delen av landet, omkring 230 kilometer norr om provinshuvudstaden Nanjing. Luoma Hu ligger 17 meter över havet. Arean är 248 kvadratkilometer. Den sträcker sig 25,2 kilometer i nord-sydlig riktning, och 20,3 kilometer i öst-västlig riktning.
Genomsnittlig årsnederbörd är 1 261 millimeter. Den regnigaste månaden är juli, med i genomsnitt 267 mm nederbörd, och den torraste är januari, med 12 mm nederbörd.